# Gertrud Kauffmann

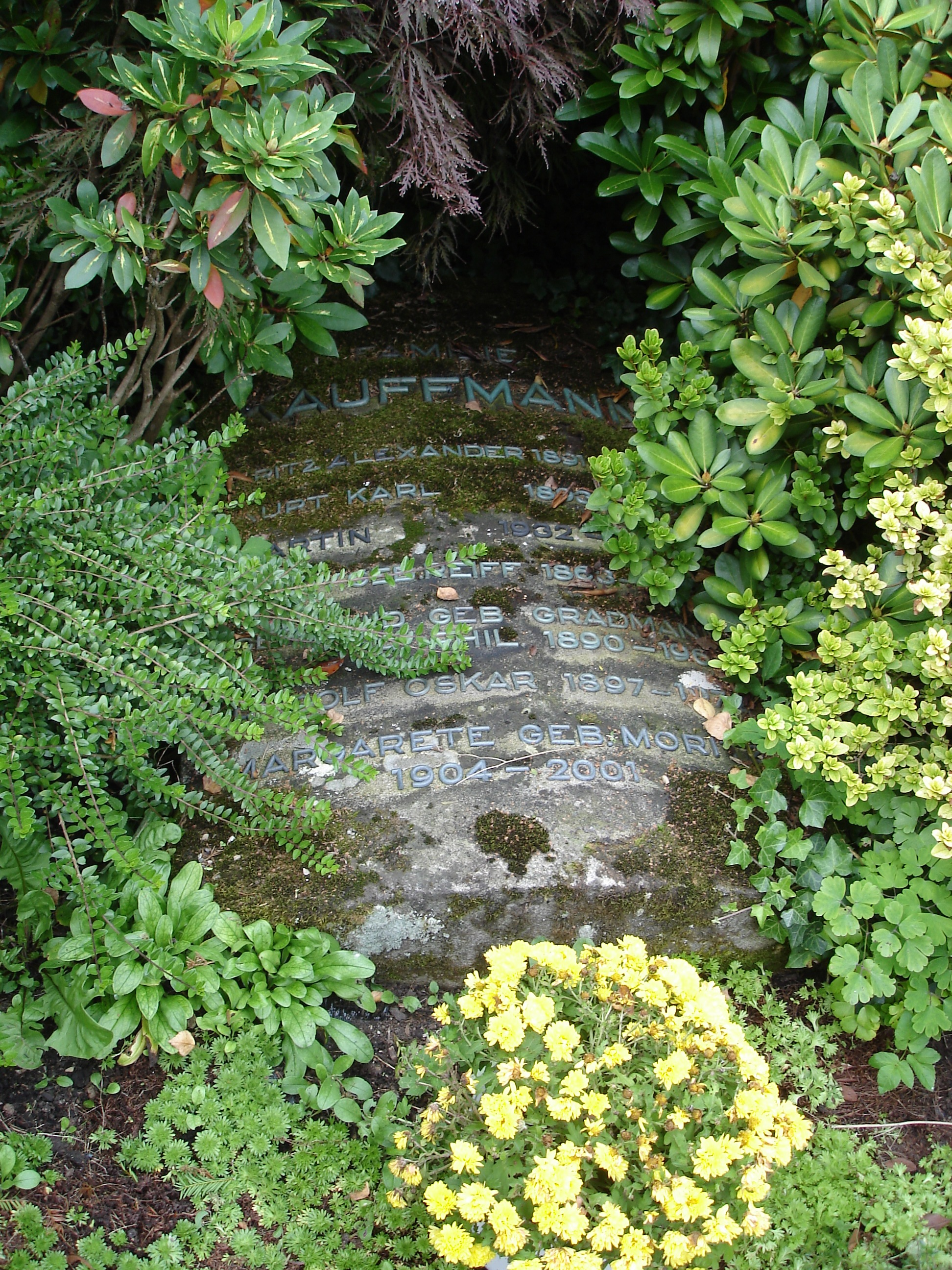
Familiengrab Kauffmann in Ebersbach an der Fils

Gertrud Kauffmann, geborene Gertrud Gradmann, (* 11. März 1890 in Neuenstein (Hohenlohe); † 7. Oktober 1965 in Göppingen) war eine deutsche Kunsthistorikerin und Autorin.

## Leben
Gertrud Gradmann, Tochter des Pfarrers und Kunsthistorikers Eugen Gradmann (1863–1927), besuchte das Mädchengymnasium in Stuttgart und legte ihr Abitur am Humanistischen Gymnasium in Cannstatt ab. Anschließend studierte sie Kunstgeschichte und Klassische Archäologie in Tübingen, Wien, München und Berlin. In Tübingen wurde sie 1916 bei Konrad von Lange mit einer Arbeit zu dem Bildhauer Michael Kern promoviert und war damit die erste weibliche Promovendin im Fach Kunstgeschichte in Tübingen.
Verheiratet war sie mit dem Lehrer und Schriftsteller Fritz Alexander Kauffmann (1891–1945) und hatte mit ihm drei Kinder (Agathe, Thomas (1924–2012) und Andreas). Seit 1933 lebte sie mit ihrem Mann in Ebersbach an der Fils.
Gertrud Kauffmann veröffentlichte 1937 unter dem Pseudonym Gertrud Hörlin (nach dem Urgroßvater Karl Hörlin (1803–1882), Pfarrer in Sindringen und Walheim) den Entwicklungsroman Verena.

## Veröffentlichungen (Auswahl)
- Michael Kern, Bildhauer. Dissertation Tübingen 1916 (Digitalisat, mit Lebenslauf).
- Die Monumentalwerke der Bildhauerfamilie Kern (= Studien zur deutschen Kunstgeschichte Heft 198). Heitz, Straßburg 1917.
- Verzeichnis der Gemäldegalerie im Kgl. Museum der Bildenden Künste zu Stuttgart. Bonz, Stuttgart 1917 (Digitalisat).
- Eugen Gradmann. In: Zeitschrift für württembergische Landesgeschichte 1, 1937, S. 224–248.
- Verena. Deutsche Verlags-Anstalt, Stuttgart 1937; 12.–16. Tausend 1947.
- Das Gemach. Privatdruck Oktober 1947 (wiederabgedruckt in Fritz Alexander Kauffmanns „Gemach“ in Ebersbach. In: Ute Harbusch, Gregor Wittkop (Hrsg.): Kurzer Aufenthalt. Streifzüge durch literarische Orte. Wallstein Göttingen 2007, S. 117–120).